# 竹島

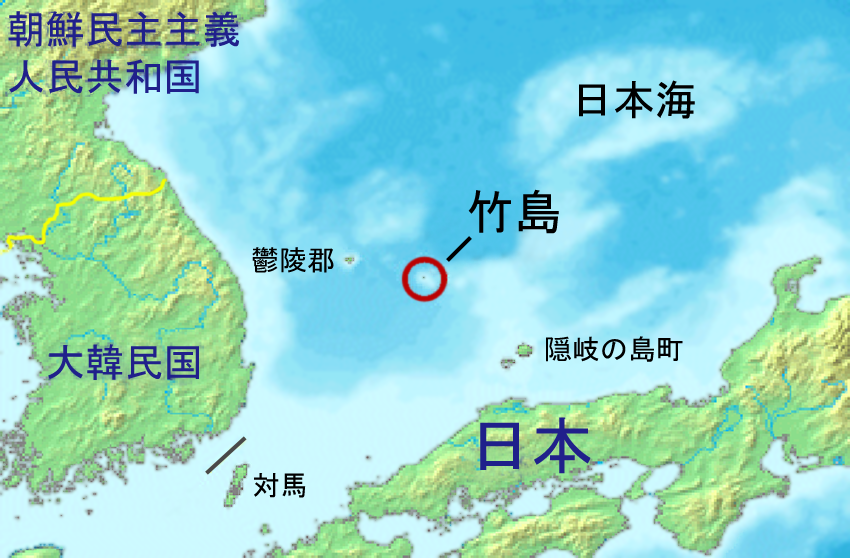
竹島の位置

竹島（たけしま、英語: Takeshima）は、日本海の南西部、日本の隠岐諸島と韓国の鬱陵島の間に位置する岩山からなる島。
日本と韓国が領有権を主張しており、韓国では独島（どくとう、トクト、朝鮮語: 독도、朝鮮語: 獨島、英語: Dokdo）と呼称されている他、中立の立場をとる第三国ではリアンクール岩礁（リアンクールがんしょう、英語: Liancourt Rocks）と呼ばれている。以前は人の住めない無人島であったが、現在は韓国の沿岸警備隊が常駐し、実効支配がおこなわれている。

## 概要
男島（西島）、女島（東島）と周辺の岩礁群からなる総面積約0.20 km2の竹島は、17世紀半ばに日本の領土権が確立され、1905年に島根県に編入された。第二次世界大戦後の1952年、韓国は「李承晩ライン」を一方的に設定し、竹島の領有と漁業轄権を主張。その後も、警備隊員の常駐、監視所の設置などを続けている。

## 名称

### 日本での名称
日本においては竹島と呼ばれている。また、幕末以前は「松島」と呼ばれ、鬱陵島が「竹島」と呼ばれていた。少なくとも1876年には隠岐国の島嶼の一つとして「竹島（現在の鬱陵島）」「松島（現在の竹島）」の記載を見ることができる。
幕末から明治中期にかけて西洋の地図の流入による島名の混乱があったが、1905年（明治38年）現在の竹島を正式に島根県へ編入した時から「竹島」と呼んでいる。

### 韓国・北朝鮮での名称
韓国・北朝鮮においては「独島（獨島、トクト、독도、Dokdo）」と呼んでいる。韓国では、歴史書『太宗実録』太宗17年（1417年）の条に初出する「于山島」が現在の竹島であるとしており、一時1900年の大韓帝国「勅令第四十一号」にある「石島」という呼称に変わり、1906年までに「独島」という名称に変更したとしている。なお「独島」表記の初出は、日本海軍 防護巡洋艦 新高の1904年9月の日誌にある「韓人これを獨島と書し」という記録があり、この時鬱陵島の朝鮮人が独島と呼んでいたということがわかる。

### その他
他の国では、中立的立場から「リアンクール岩礁（Liancourt Rocks）」などと呼ばれている。この名称は、1849年にヨーロッパで初めてこの島を発見したフランスの捕鯨船 Liancourt 号の船名にちなんでいる。
なお、ニホンアシカのリャンコ大王の命名の経緯から分かるように、日本に於いてもリァンクール島、或いは略称であるりゃんこ島と呼称していた事実がある。

## 地理・自然
竹島は、北緯37度14分30秒、東経131度52分に位置する。
女島（東島）、男島（西島）と呼ばれる2つの小島とその周辺の総計37の岩礁からなり、総面積は約0.21平方キロメートル（東京ドーム約5個分）である。最頂部は男島が海抜168メートル(北緯37度14分30.5秒 東経131度51分54.6秒 / 北緯37.241806度 東経131.865167度)、女島が海抜98メートル(北緯37度14分26.8秒 東経131度52分10.5秒 / 北緯37.240778度 東経131.869583度)。周囲は断崖絶壁で、飲料水に乏しく、人の住みにくい環境である。
なお、日本の国土地理院が2007年12月に発行した竹島の2万5千分の1の地形図では二つの島について「東島」と「西島」と表記しているが、隠岐の島町では資料の調査や聞き取り調査を行い、2つの島について「女島（めじま）（東島（ひがしじま））」と「男島（おじま）（西島（にしじま））」とするとともに岩礁や湾などの名称を定めて2013年6月に国土地理院に申請した。
隠岐と竹島の距離は両島の一番近い所で約157キロメートル、鬱陵島と竹島の距離は両島の一番近い所で約87キロメートルである。

### 地史・地質

竹島の地図

竹島は、現代からおよそ460万年前から250万年前（新生代第三紀の鮮新世）の海底火山活動により誕生した火山島であり、水深約2,000mの海底から噴出した溶岩が硬化したことにより形成された。朝鮮半島北部の白頭山から金剛山、鬱陵島、隠岐諸島へと連なる白頭火山帯の系列に属する。竹島の火山活動は約250万年前に停止した。当初は1つの島塊であったが、その後の風化と浸食により2つの小島とその周辺の数十の小岩礁の構成となった。
岩石と地質構造の分析結果によると、竹島は単一の火山爆発によって形成されたものではなく、200万年以上の長い期間の断続的爆発と噴火によって形成された。竹島は粗面岩、粗面安山岩、玄武岩質角礫岩、凝灰岩など計8種類の岩石によって構成されている。竹島の下部は主に玄武岩質の集塊岩であり、上部は粗面岩質の集塊岩と凝灰岩が互層を形成している。岩石の年代は、竹島下部を構成する玄武岩が約460万年前、女島にある火口跡を満たす粗面安山岩が約270万年前であり、島の北西部には約250万年前に貫入した粗面岩が分布している。また火山堆積層が厚く積もった地点があり、断層が2箇所発見されている。
竹島と鬱陵島の間の海底は、深く沈降する凹地（対馬海盆）となっている。

### 気候

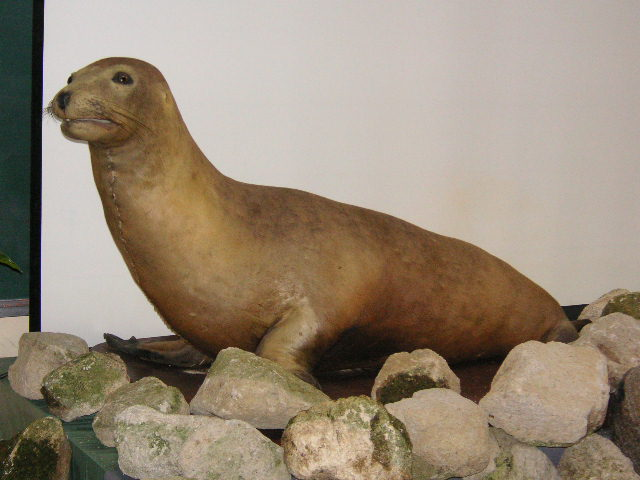
竹島を最後の生息地としていた絶滅したニホンアシカ

暖流の影響を多く受ける典型的な海洋性気候。平均降水量は年間1,240 mm程度であり、冬場の降水量が多い。年平均気温は約12°C。1月の平均気温は1°C、8月の平均気温は23°Cであり、世界平均と比較して温暖である。年平均風速は4.3m/s。冬と春は北西風、夏と秋は南西風の傾向があり、季節に応じた風向きがはっきりしている。霧が多く、晴れの日は年45日程度、曇りの日は年160日程度、雨や雪の日は年150日程度である。
| 鬱陵島と竹島（2003年〜2007年平均、鬱陵島気象台観測）の気候 | 鬱陵島と竹島（2003年〜2007年平均、鬱陵島気象台観測）の気候 | 鬱陵島と竹島（2003年〜2007年平均、鬱陵島気象台観測）の気候 | 鬱陵島と竹島（2003年〜2007年平均、鬱陵島気象台観測）の気候 | 鬱陵島と竹島（2003年〜2007年平均、鬱陵島気象台観測）の気候 | 鬱陵島と竹島（2003年〜2007年平均、鬱陵島気象台観測）の気候 | 鬱陵島と竹島（2003年〜2007年平均、鬱陵島気象台観測）の気候 | 鬱陵島と竹島（2003年〜2007年平均、鬱陵島気象台観測）の気候 | 鬱陵島と竹島（2003年〜2007年平均、鬱陵島気象台観測）の気候 | 鬱陵島と竹島（2003年〜2007年平均、鬱陵島気象台観測）の気候 | 鬱陵島と竹島（2003年〜2007年平均、鬱陵島気象台観測）の気候 | 鬱陵島と竹島（2003年〜2007年平均、鬱陵島気象台観測）の気候 | 鬱陵島と竹島（2003年〜2007年平均、鬱陵島気象台観測）の気候 | 鬱陵島と竹島（2003年〜2007年平均、鬱陵島気象台観測）の気候 |
| 月                                                         | 1月                                                        | 2月                                                        | 3月                                                        | 4月                                                        | 5月                                                        | 6月                                                        | 7月                                                        | 8月                                                        | 9月                                                        | 10月                                                       | 11月                                                       | 12月                                                       | 年                                                         |
| ---------------------------------------------------------- | ---------------------------------------------------------- | ---------------------------------------------------------- | ---------------------------------------------------------- | ---------------------------------------------------------- | ---------------------------------------------------------- | ---------------------------------------------------------- | ---------------------------------------------------------- | ---------------------------------------------------------- | ---------------------------------------------------------- | ---------------------------------------------------------- | ---------------------------------------------------------- | ---------------------------------------------------------- | ---------------------------------------------------------- |
| 平均最高気温 °C （°F）                                     | 4.88 (40.78)                                               | 6.12 (43.02)                                               | 9.06 (48.31)                                               | 14.70 (58.46)                                              | 18.62 (65.52)                                              | 23.00 (73.4)                                               | 24.52 (76.14)                                              | 27.14 (80.85)                                              | 22.84 (73.11)                                              | 19.12 (66.42)                                              | 14.16 (57.49)                                              | 7.44 (45.39)                                               | 15.967 (60.741)                                            |
| 日平均気温 °C （°F）                                       | 1.82 (35.28)                                               | 2.94 (37.29)                                               | 5.20 (41.36)                                               | 10.62 (51.12)                                              | 14.88 (58.78)                                              | 19.36 (66.85)                                              | 21.60 (70.88)                                              | 23.88 (74.98)                                              | 19.82 (67.68)                                              | 15.66 (60.19)                                              | 10.82 (51.48)                                              | 4.52 (40.14)                                               | 12.593 (54.669)                                            |
| 平均最低気温 °C （°F）                                     | −0.40 (31.28)                                              | 0.44 (32.79)                                               | 2.30 (36.14)                                               | 7.30 (45.14)                                               | 11.68 (53.02)                                              | 16.64 (61.95)                                              | 19.44 (66.99)                                              | 21.58 (70.84)                                              | 17.62 (63.72)                                              | 13.24 (55.83)                                              | 8.38 (47.08)                                               | 2.26 (36.07)                                               | 10.04 (50.071)                                             |
| 降水量 mm （inch）                                         | 94.72 (3.7291)                                             | 66.00 (2.5984)                                             | 86.30 (3.3976)                                             | 136.54 (5.3756)                                            | 181.88 (7.1606)                                            | 148.82 (5.8591)                                            | 259.06 (10.1992)                                           | 200.14 (7.8795)                                            | 277.82 (10.9378)                                           | 100.06 (3.9394)                                            | 124.44 (4.8992)                                            | 155.34 (6.1157)                                            | 1,831.12 (72.0912)                                         |
| 出典：大韓民国気象庁、2003年〜2007年                       |                                                            |                                                            |                                                            |                                                            |                                                            |                                                            |                                                            |                                                            |                                                            |                                                            |                                                            |                                                            |                                                            |

### 生態系
陸地は、わずかに草が生えるだけの岩石島であり、樹木の生育は少ない。ただ、独島のマサキなどわずかに樹木の生育も確認できる。
竹島周辺の海域は対馬暖流と北からのリマン海流の接点であり、付近の海域はアジ・サバ・ワカメなど魚介類・藻類が豊富な好漁場である。哺乳類ではシャチなどの鯨類も近海を通過している。
竹島は伊豆諸島と並んでニホンアシカ (Zalophus californianus japonicus) の主要な繁殖地の一つであった。竹島では海蝕洞に生息していたが、明治大正年間に大量捕獲が行われ、戦後の1950年代には50〜60頭と少数の目撃例があり、韓国が竹島を実効支配して警備隊が常駐するようになり、1975年の目撃を最後に確証のある目撃例がなく、国際自然保護連合（IUCN）のレッドリストでは「絶滅」と記載されている。気候変動や環境汚染などの理由のほか、韓国によって竹島が要塞化されたことなども絶滅要因の一つとして指摘されている。具体的には、1970年代の韓国紙は竹島駐在の「警備隊員たちの銃撃で絶種」と報道しており、世界自然保護基金（WWF）の1977年度報告書では韓国人研究者さえ「最上の保護策は警備隊の島からの撤収だ」と主張しているという。1976年には、東亜日報が、アシカの生殖器が韓国で人気の精力剤の材料だったため、乱獲によってアシカが絶滅の危機に瀕していることを報道している。

## 日本による過去の実効支配

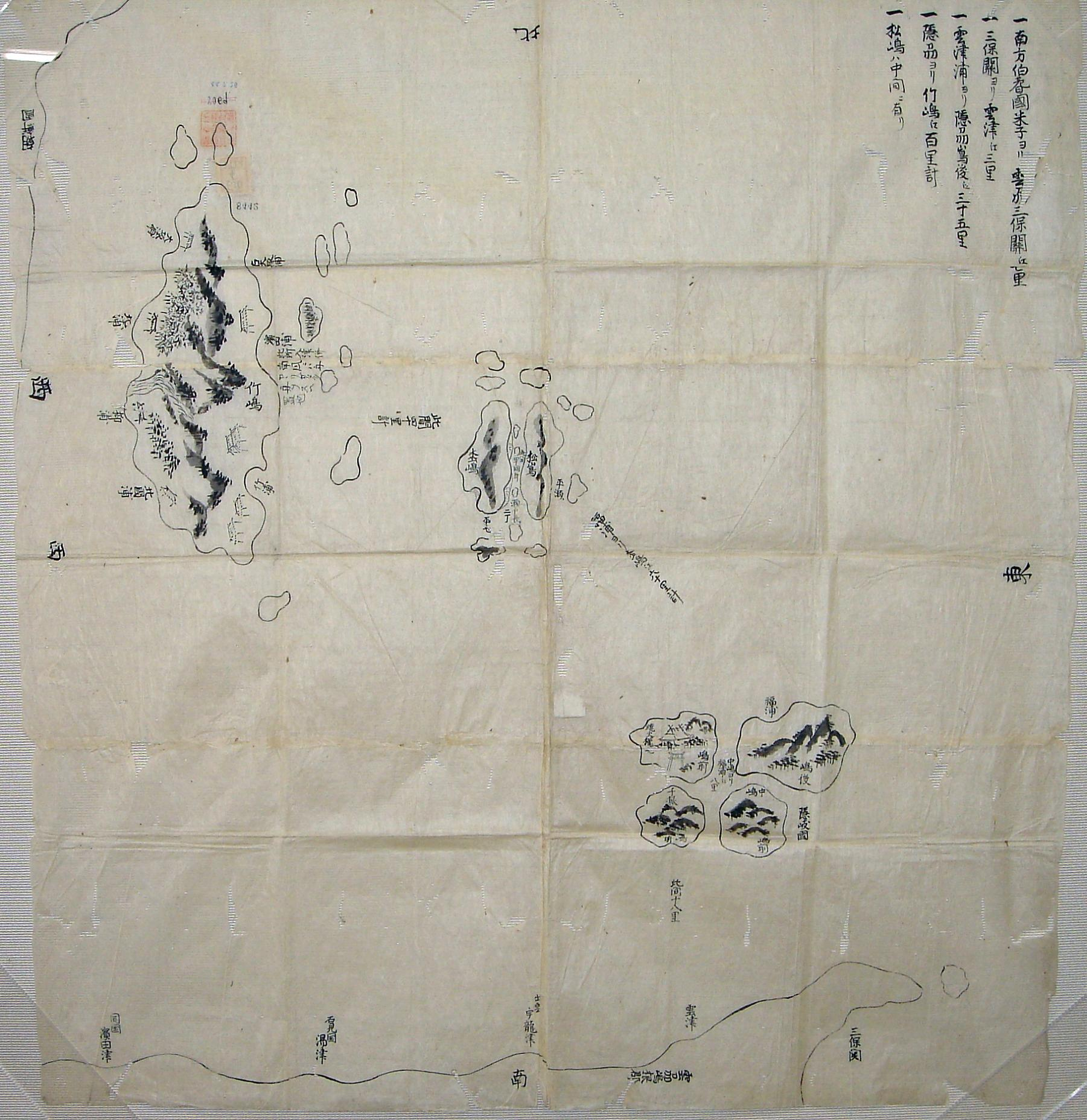
隠岐、松島（現、竹島）、竹島（現、鬱陵島）を描いた1724年の鳥取藩作成の地図

江戸時代の竹島は、江戸幕府公認の下で鬱陵島に渡る際の航行の目標ないし停泊地として利用されており、1665年以降は幕府の許可を得てアワビなどの好漁場としても活用していた。

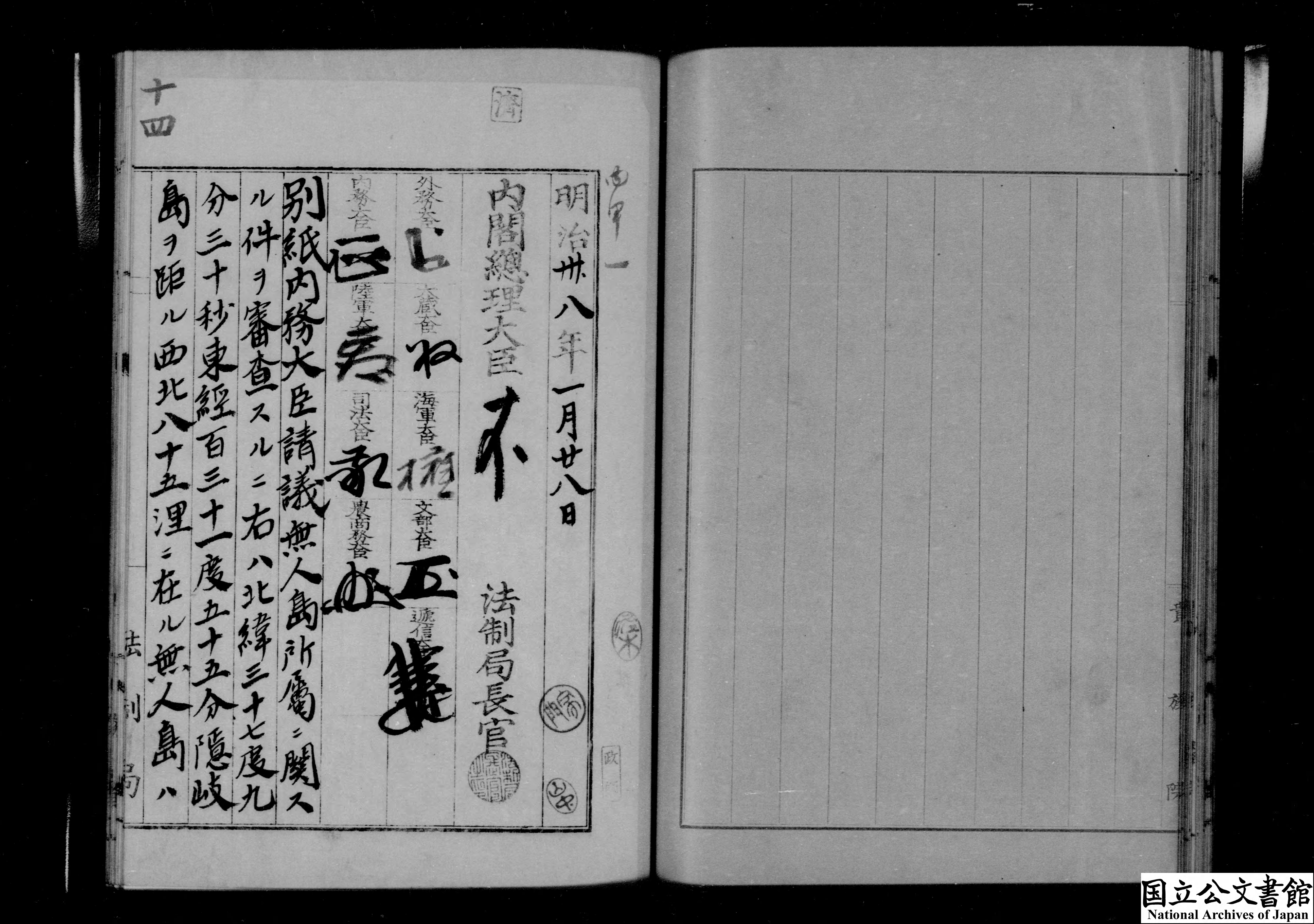
竹島の島根県編入の内務大臣訓令

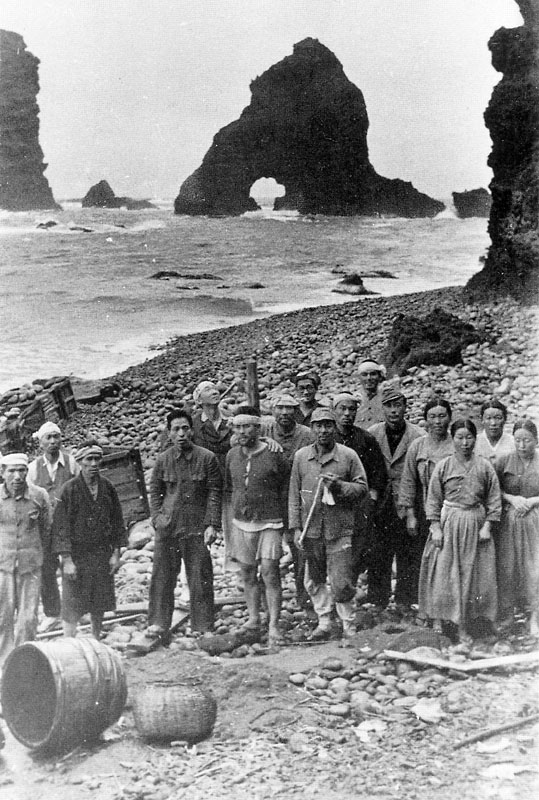
1935年、朝鮮半島が日本の統治下であったときの竹島の漁民と鬱陵島からの出稼ぎの海女

日本による竹島の明確な実効支配は、1903年、隠岐島西郷町出身の中井養三郎が竹島に漁舎を建てて移住し、ここに人夫を移して、アシカやアワビ、ナマコやワカメの漁獲を始めたことを端緒とする。1904年9月29日、アシカの絶滅を危惧した中井は申請書「りゃんこ島領土編入並に貸下願」を日本政府に提出し、日本海の孤島・竹島の領土編入と貸下げを内務省、外務省、農商務省の3省に対し、願い出た。朝鮮の文献等を調査した上で無主地であることを確認した日本政府は、1905年1月28日竹島を島根県隠岐島庁へ編入する閣議決定をし、内務大臣芳川顕正が「内務大臣訓令」として告示を発布した。これにより、竹島は正式に日本の領土となり、実効支配がここに始まった。中井養三郎は、島を調査し、その特徴を説明し、また、自身の調査によれば誰にも所有されたことがなく、それゆえ今後はおおいに活用していきたい旨を申請書に記している。告示は、一次一級史料としては「北緯37度9分30秒、東経131度55分にある無人島」と経緯度による位置と現況が明示されたものであった。
当時の島根県知事松永武吉はこれを受けて同年2月22日「島根県庶十一号」を発し、県に編入した。以降、竹島での漁猟は島根県の許可制となった。なお、島根県制定の「竹島の日」はこの「島根県庶十一号」を発した日にちなんでいる。
これについては島根県告示のみで、国家として国際社会に伝わるような手続きをしていなかったが、告示内容の外国への通告は領土取得の絶対要件とは必ずしも考えられていない。
アシカは動物園やサーカス団などに高値で売れた。1905年には島根県知事による視察、1906年3月の県部長らの調査、1905年5月の官有地としての土地台帳への記載がなされ、1905年4月の県令によるアシカ漁の許可制、同年6月5日の中井ら4名に対する免許、さらに免許者からの土地使用料国庫納入がなされた。1905年、日本海海戦に際してコンクリート製の監視所がつくられたといわれている。
竹島での日本人の経済的な営みを記した記録に『竹島日誌』がある。これは、隠岐郡五箇村の収入役であった八幡才太郎が60余年、ほぼ毎日書き綴った記録である。この記録によれば、才太郎の弟の伊三郎はアワビの密集する瀬やワカメの生息地などを熟知しており、詳細な手書き地図を残している。竹島のアワビについては、以下のような記録がある。
漁業者としては、日本人だけでなく鬱陵島から出稼ぎにきた朝鮮人（当時朝鮮半島は日本統治下であった）の海女のすがたもあった。1935年の記録には給与150円とあり、男たちへの報酬が100円であったことを考慮すれば、かなりの高給であり、彼女たちの技量は高く評価されていたことがうかがえる。
1941年、竹島は帝国海軍の軍用地となり、管轄が島根県から舞鶴鎮守府に引き継がれたため、竹島のアシカ漁・アワビ漁は停止を余儀なくされた。戦後は漁の再開を望む声が高まり、1951年、橋岡忠重は「竹島漁労権報告書」および「嘆願書」を島根県に提出した。1954年6月には島根県監視船「しまかぜ」が竹島視察をおこなった。

### 画像

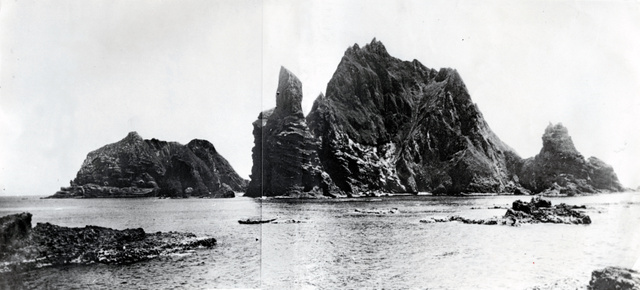
朝鮮半島が日本の統治下であったときの竹島（1934年6月）:竹島近景
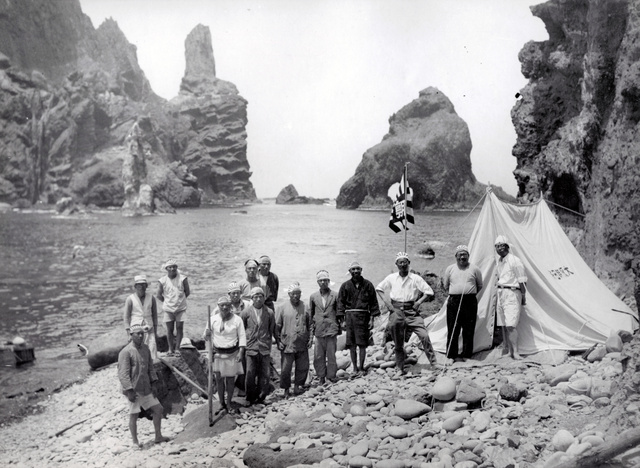
竹島をルポ取材するために訪れた大阪朝日新聞の記者と竹島の漁民
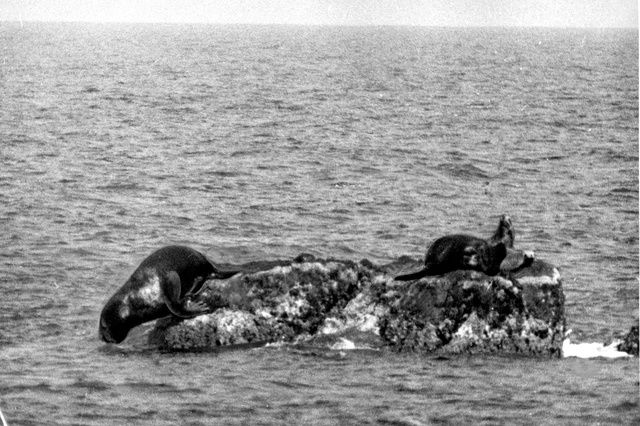
岩礁の上に乗るニホンアシカ（1934年6月）
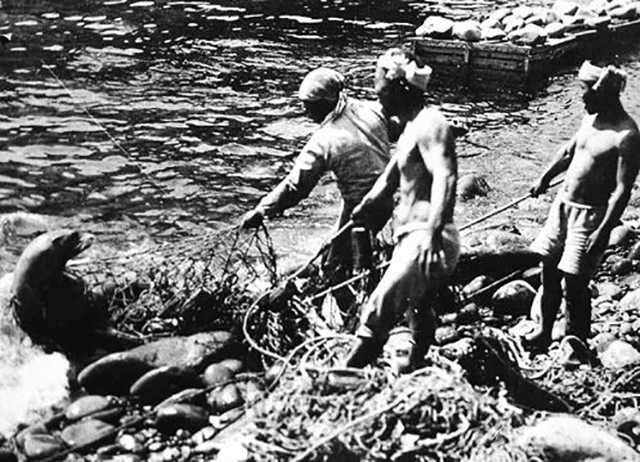
竹島でのアシカ漁（1934年6月）:アシカは生け捕りにされて水族館やサーカス団に売られた

### 「メチのいた島」
2013年2月、隠岐の島町在住の元小学校教員がかつて竹島で漁業をなりわいとしていた町内の人びとから聞き書きした絵本が自費出版された。竹島が豊かな漁場であったことや連れ帰ったアシカ（メチ）と島の子どもたちとのふれあいが描かれている。その後この絵本は、2017年に山陰中央新報社から出版された。

## 韓国による支配

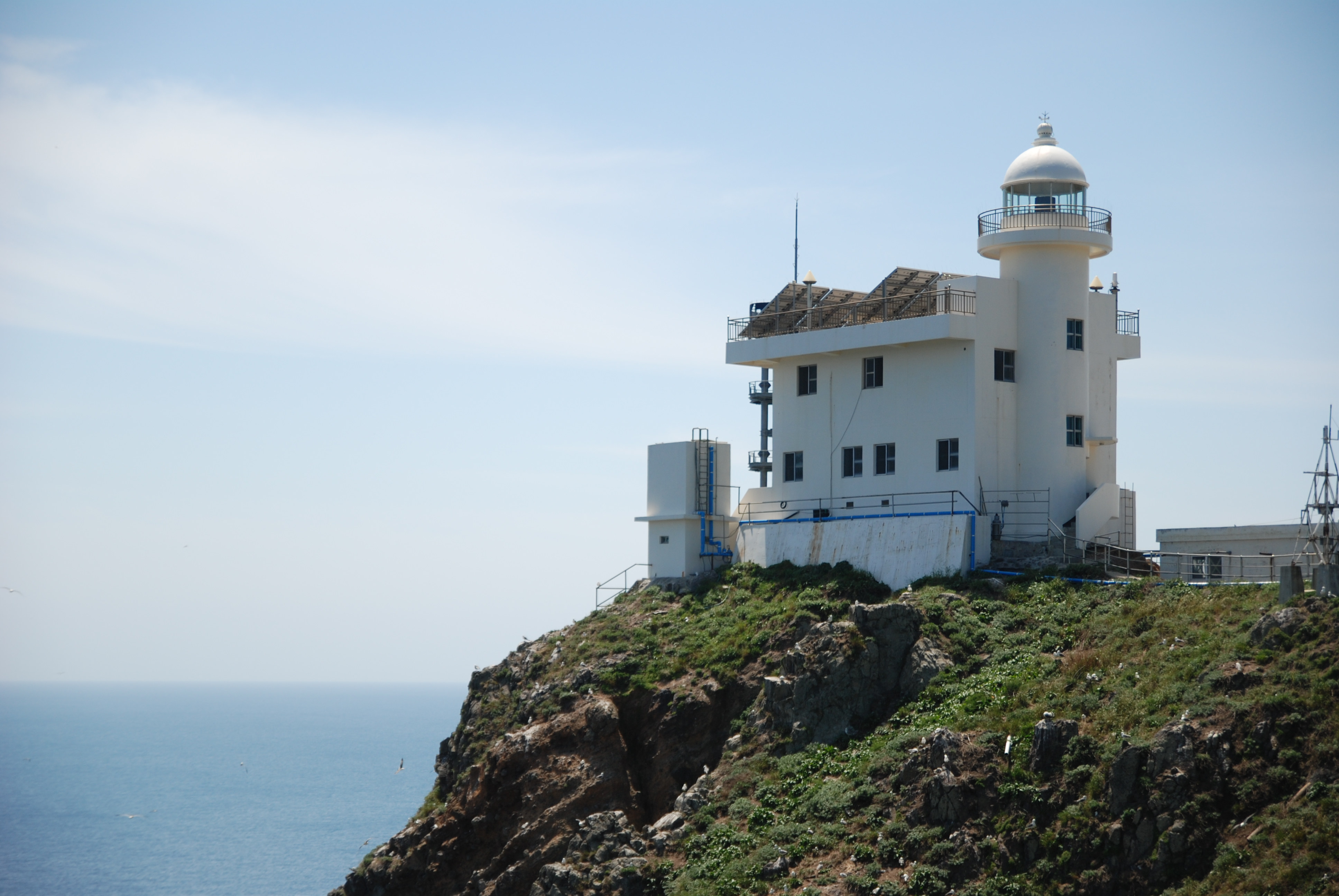
韓国が建設した東島の韓国警備隊宿泊施設

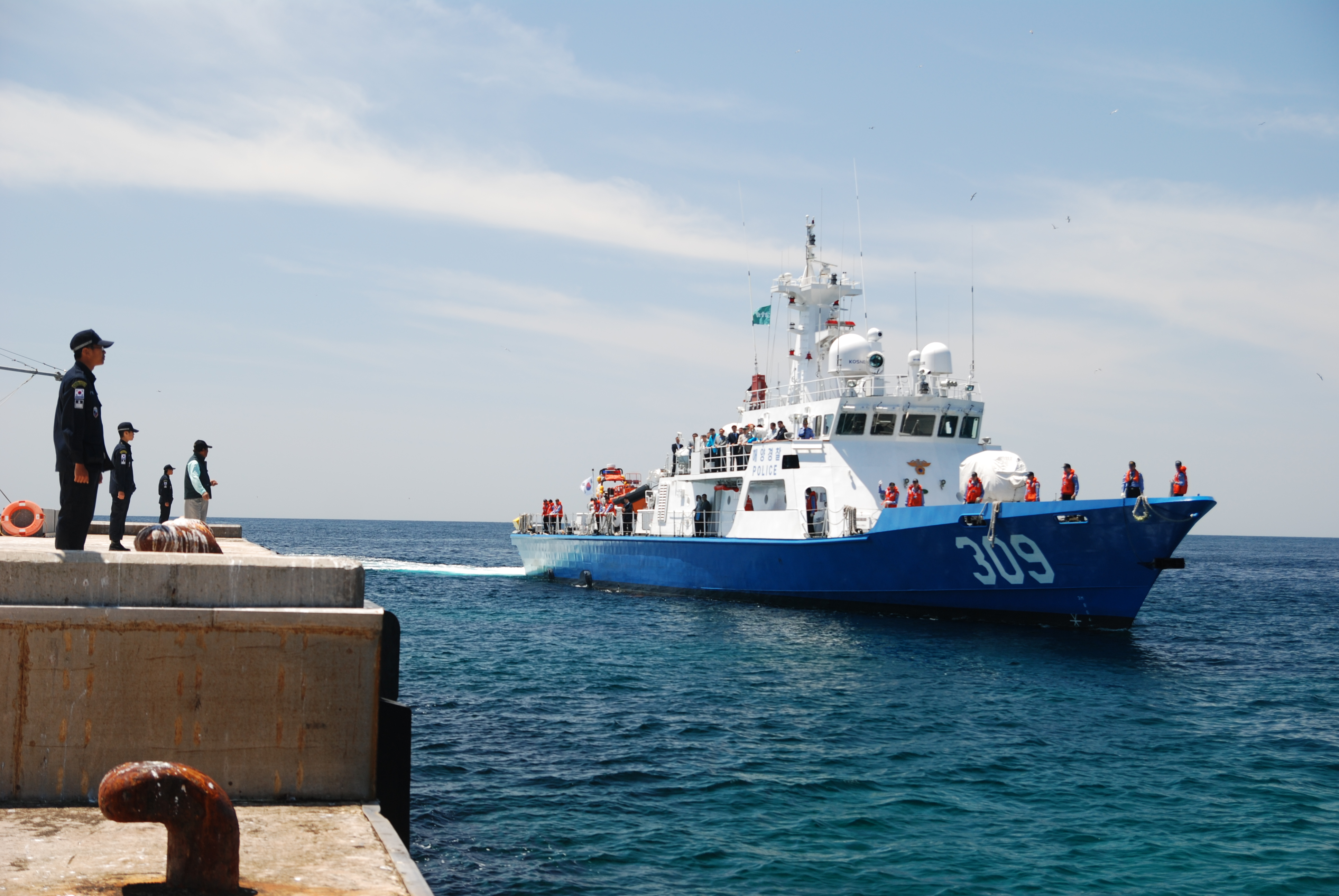
韓国が建設した東島の停泊場に接岸する韓国警備艇

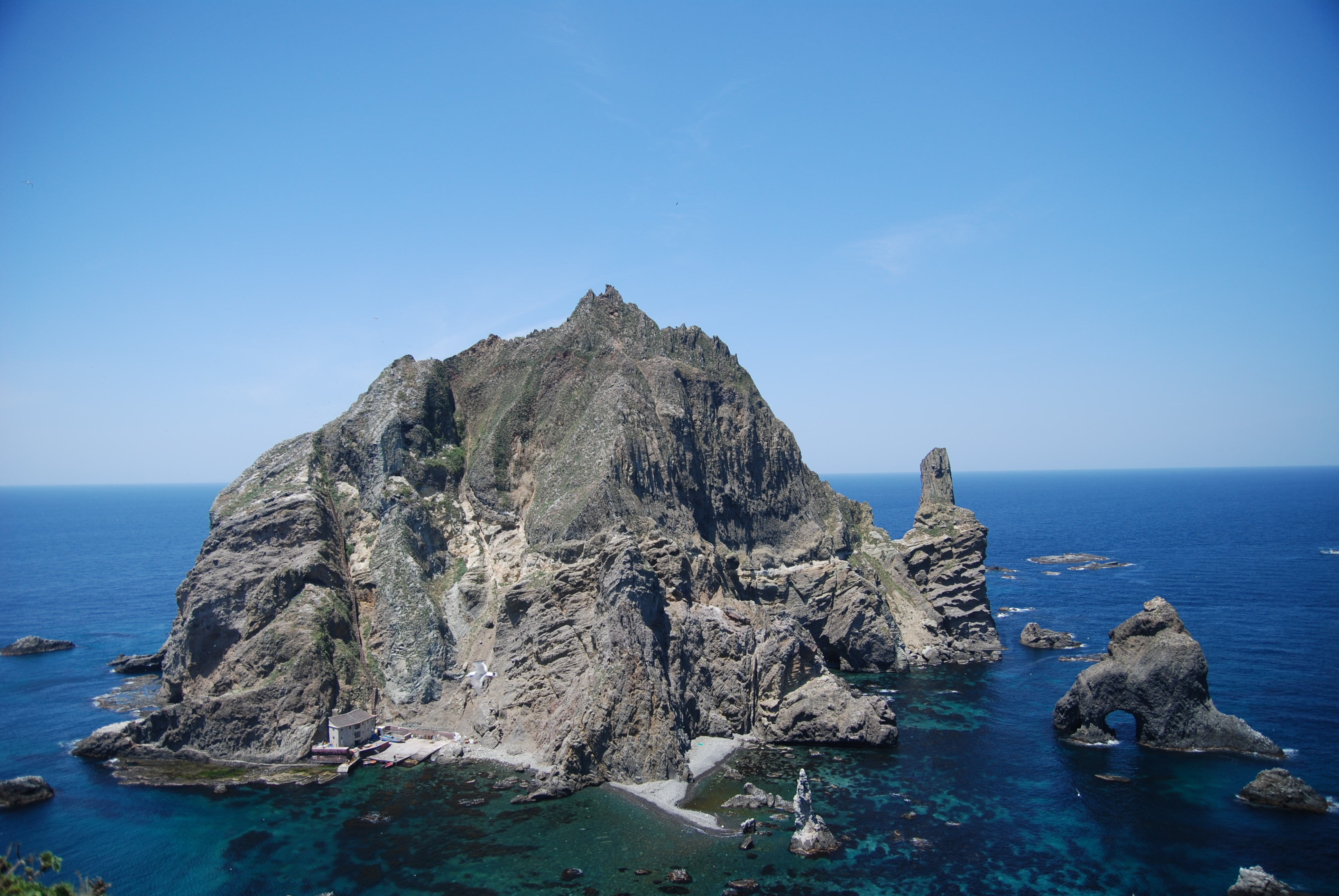
韓国漁民が住む西島

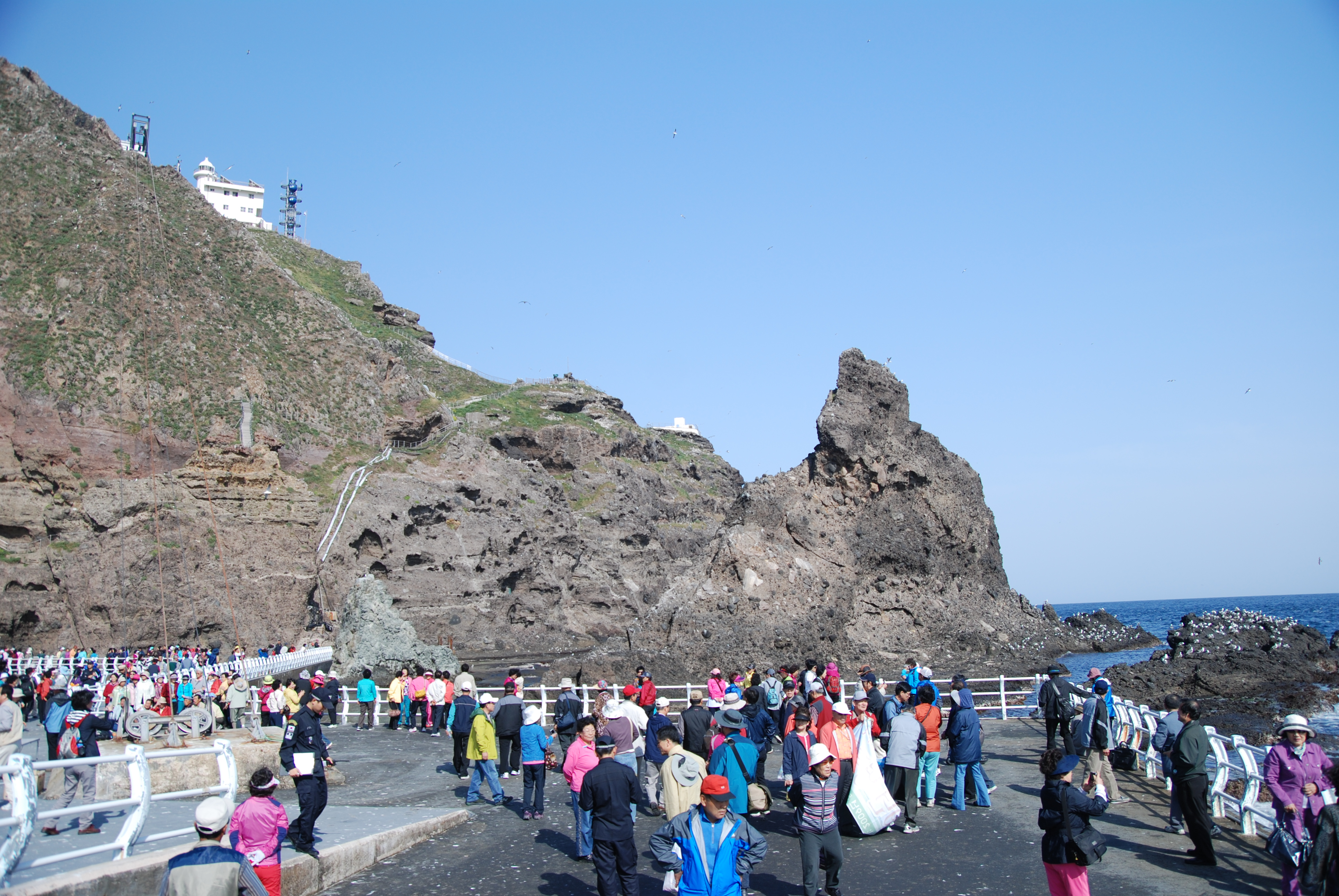
韓国の観光地となっている東島

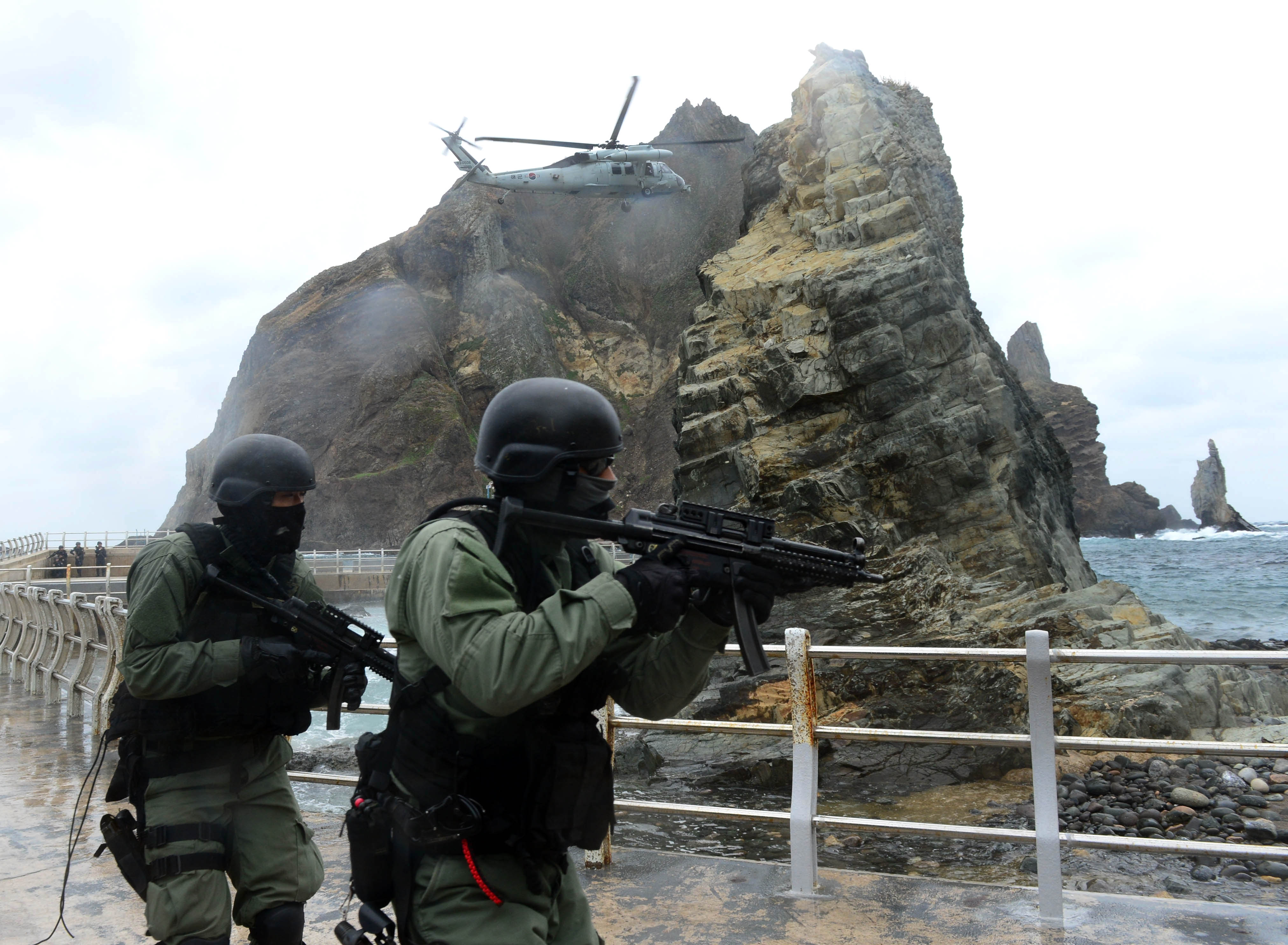
竹島で訓練する韓国の特殊部隊

竹島は日本が島根県へ編入した1905年以来、第二次世界大戦終結の1945年まで日本側が支配していたが、戦後、一時的に韓国の独島義勇守備隊と名乗る民兵組織が竹島に侵入した。独島義勇守備隊は近海の日本船舶を拿捕したり日本の海上保安庁巡視船へ機関銃を撃つなどした。その際、日本側は44人が死傷、3929人が韓国に強制連行された。1950年6月8日竹島現地で慶尚北道知事が参席するなか、1948年に竹島爆撃事件で犠牲になった韓国漁民のための独島遭難漁民慰霊碑除幕式が挙行された。1953年4月からは韓国国家警察が竹島に常駐を開始した後は管理下となり、そのまま韓国が実効支配を続けている。「実効支配」とは「主権が行使されている状態」のことであり、その点では韓国が竹島を支配していることになるが、日本側の資料によれば、国際法上は「領域主権が継続的かつ平穏に表示されている」という意味での実効支配が重視される。したがって、継続的ないし適時に日本からの抗議がなされている竹島については「平穏」の条件を満たしておらず、そのような「事実上の占拠」や「事実上の支配」は「実効支配」とは呼ばないことがある。

### 島内の現況
現在、韓国による支配が続いており、韓国政府は竹島を、海洋警察庁を傘下に持つ大韓民国海洋水産部の管理下に置き、軍に準ずる装備を持つ韓国国家警察慶北警察庁独島警備隊の武装警察官40人と、灯台管理のため海洋水産部職員3人を常駐させ、軍事要塞化を進めている。また韓国海軍や海洋警察庁が、その領海海域を常時武装監視し、日本側の接近を厳重に警戒している。そのため、日本の海上保安庁の船舶や漁船はこの島の領海内には入れない状態が続いており、日本政府の再三の抗議にもかかわらず、灯台、ヘリポート、レーダー、船舶の接岸場、警備隊宿舎などを設置している。西島には竹島（独島）の韓国領有を主張する漁民2人が宿舎を建設し居住している。
- すでに建設された主な施設

東島・・・警備隊宿舎、灯台、ヘリポート、気象観測台、船舶接岸施設、送受信塔、レーダー
西島・・・漁民宿舎
1991年からは、キム・ソンド（朝: 김성도）、キム・シンヨル（朝: 김신열）夫婦の居住を認め、住所を独島里山20番地としている。2005年4月には、韓国人の結婚式が竹島で初めて執り行われた他、独島防衛として992人の韓国人が竹島に戸籍を置いている。
2014年11月、韓国政府は竹島に計画していた災害時などの避難施設の建設を中止し入札公告を取り消したが、報道では関係閣僚会議で尹炳世外相が「（安倍政権を）刺激しかねない。日本との外交摩擦を避けるべきだ」との意見を出し中止が決まったという。韓国の尹炳世外相は国会答弁で建設予定だった施設の入札を中止したことに関し、「独島は明白なわが国領土であり、日本がいかなる行動を取ろうと、われわれのやり方で領有権の行使を行えばよい」と述べ、外交的配慮によるものではないと強調している。

### 観光地化
2005年には島根県の竹島の日に反発した韓国政府は韓国人観光客の入島を解禁し、3月28日に一般観光客が初めて竹島に上陸した。2013年9月時点では、1日平均805人もの人が入島している。鬱陵島から定期運航している観光船があり2時間程度で行くことができる。鬱陵島との間に水陸両用機による航空路を開設する計画もある。
竹島に入島するためには、「独島は韓国の領土」と書かれた紙に署名しなければならない。韓国側発表によれば、2005年から2010年までの間で日本人観光客も70人程度上陸している。また、韓国では竹島へ上陸して申請すれば「独島名誉住民」として登録され名誉住民票が発行される。現在、名誉住民の数は7万人（内、日本人17人）を越えている。
日本の外務省は日本人の渡航について、以下のような声明を発表している。

韓国による竹島の不法占拠が続いている状況の中で、我が国国民が韓国の出入国手続に従って竹島に入域することは、当該国民が竹島において韓国側の管轄権に服することを認めたとか、竹島に対する韓国の領有権を認めたというような誤解を与えかねません。そのような入域を行わないよう、国民の皆様のご理解とご協力をお願いします。
—日本国政府：外務省,韓国の出入国手続きに従った竹島入域の自粛について

また航路を運営するフェリー会社は日本人と判明した者へのチケット販売を行わない旨を告知している。

### 射撃訓練の実施
韓国政府は2014年6月20日に竹島南西沖の日本領海内を含む海域で射撃訓練を行うと日本側に対して通告し、これに対して日本政府は在韓国大使館を通じて抗議するとともに訓練中止を要請した。
菅義偉官房長官は韓国海軍が竹島沖海域で射撃訓練を始めたことについて「竹島の領有権に関する日本の立場に照らして絶対に受け入れられず、極めて遺憾だ」と述べた。
韓国国防省副報道官は韓国軍が2014年11月に竹島周辺の海上で「外部勢力」による奇襲上陸を阻止する防衛訓練を実施すると明らかにし、韓国軍合同参謀本部は気象条件が良ければ海兵隊による島への上陸訓練も並行して行うことを表明した。

## 領土問題
第二次世界大戦中まで、朝鮮半島は日本の統治下にあり、そもそも韓国という国自体がなかったため領土問題は存在しなかった。日本は1951年9月、第二次世界大戦の戦後処理であるサンフランシスコ条約（1952年4月発効）で朝鮮半島などを放棄したが、竹島が日本の領土であることが確認された。この時、韓国は北朝鮮との間で内戦（朝鮮戦争）を行っていたが、サンフランシスコ条約が発効する直前の1952年1月、アメリカが発効まで一時的に日本の施政権範囲を設定していたマッカーサー・ラインに倣い、一方的に李承晩ラインを設定し竹島を韓国側水域に含めた。翌1953年4月、朝鮮半島内戦中に独島義勇守備隊と名乗る民兵組織が常駐し、以来韓国は竹島の実効支配を強化している。日本は現在まで抗議を続けているが、韓国側は領土問題は存在しないとして応じていない。

## 漁業問題
1994年発効の国連海洋法条約では、たがいにルールを決め、そのなかで海洋を有効活用しようという趣旨のもと、排他的経済水域内（EEZ）の水産資源については沿岸国の管轄権も認め、その取り締まりも沿岸国が行えるものとしている。このルールのもとでは、韓国漁船は日本のEEZ内においても操業可能となるが、その場合は、漁獲割当量や操業条件は日本が決めて、日本の許可を得て操業することとなる。1999年の新日韓漁業協定は、こうした新しい精神のもとに締結されたものであるが、領有権問題は棚上げされたため、竹島周辺海域のEEZが曖昧なものとなってしまった一方、同海域は長崎県の肥前鳥島沖とともに、新しく「日韓暫定水域」が設置された。新協定では、「日韓暫定水域」内の日韓両国の漁船がそれぞれ自国のルールにしたがって操業し、日本政府は日本の船を、韓国政府は韓国の船を取り締まり、相手国の取り締まりは実施せずに漁業資源保護のために両国が協力することが定められた。
しかしながら、日本側がいくら自国に対し管理を厳しくしても、韓国側が協定を全然守ってくれていないのが現実である。新協定の下、韓国側は強引に漁を行う韓国漁船によって漁場を独占し、日本漁船が竹島周辺から閉め出されるという異常事態が続いている。たとえばズワイガニについては日韓で漁法が異なり、韓国は固定式の刺し網やカゴ漁が主であるが、日本は移動式の底引き網漁なので、日本漁船は韓国の刺し網を引っ掛ける恐れがあるため、漁場が競合すると、その水域に出ていくことができず、両者の調整がつかない場合は日本側が手をひかざるをえない状況がある。そうすれば、空いた漁場を韓国漁船が独占してしまうのである。日本は過去の乱獲の教訓から、漁期を短期に設定して水産資源の保護に努めているが、その種の意識に欠ける韓国は略奪式漁業で獲れるだけ獲る傾向があり、資源枯渇の危険にも無神経で、漁獲量が落ちれば日本のEEZにまで不法侵入して密漁におよぶ有り様である。国際法に関しては、関係国間で解釈が異なることも少なくないが、竹島に関しては解釈の違いという限度を超えており、韓国当局は自国の密漁には目をつぶり、結果、決められた漁獲量よりはるかに多くの魚を乱獲している。こういう状況にあっては、日本だけがルールを守っていればそれでよいということにはならない。他国のルール違反、特に領土・領海侵犯については特に注意が必要であり、これについて、自衛力とアメリカとの同盟の強化によって侵犯を未然に防ぐ必要があるとの海洋政策の専門家による意見がある。

## 環境破壊問題
竹島を取り巻く海洋汚染については深刻な懸念がある。島に設置された下水処理システムは機能不全に陥っており、韓国沿岸警備隊や灯台駐在スタッフなど竹島住民によって生み出されたし尿も含む下水が直接海に投棄され、重大な水質汚濁が確認されている。海水は乳白色に染まり、海洋の植生は次第に消滅し、サンゴが死滅して珊瑚礁の石灰化が広がっている。水の汚れはまた、周辺海域の生物多様性の損壊を招いている。 2004年11月には、異臭を発する1日8トンもの汚泥を連日日本海に投棄されていたことが報道された。

## 韓国社会における情勢
韓国で、独島は日本のものであると主張した金完燮のコラムに誹謗中傷を書き込んだ者が不起訴処分になったという事例があった。
1999年に創設された韓国に関する情報宣伝工作活動を行うことを目的とした韓国の民間組織 VANK (Voluntary Agency Network of Korea)に対し、韓国政府はこの組織のインターネット上の行動に対して公式に支援しており、李明博大統領は2008年に5000万ウォン（約328万円）の予算を公表している。VANK は「世界に日本の「歴史歪曲」を知らせて国際社会における日本の地位を失墜させること」を目的としたディスカウントジャパン運動を行い、サイバーデモと称する抗議活動を行っている。その手法は、世界の各機関への韓国側の主張の大量送信、英語版ウィキペディアの組織的編集などである。
また、VANK は韓国観光公社との共同事業として、韓国の歴史認識に基づいた『韓国観光広報小冊子』を発行し世界中の観光団体や学校などに発送したり、慶尚北道との共同事業として、竹島問題について組織的・計画的に情報宣伝工作を行うサイバー独島士官学校を設立、2009年の時点で生徒数は1万人を突破した。
2021年の東京オリンピックでは、韓国の放送局SBSが開会式の中継で竹島を「独島」と表示した。

### 領土教育
韓国の中高歴史教科書においては、17世紀末に韓国の漁民安龍福が松島（現在の竹島）を朝鮮の領土であることを認めさせるために日本に渡ったことが強調されている。また、小学、幼稚園児にも竹島の領有を教育しているほか「独島は我が領土」という歌も歌われている。このような領土意識の教育は、韓国領有の正当性を幼い頃から定着させる政府政策の一環である。

### 「独島の月」
島根県議会は2005年に「竹島の日条例」を可決し、政府に問題解決へ向けた行動を促したが、韓国慶尚南道の馬山市は対抗して「独島の月」、さらに対馬に対する領有権を主張する目的で「対馬島の日」を制定した。「独島の月」は、1900年10月、大韓帝国が鬱陵島・竹嶼・石島を鬱島郡の管轄下に定めるとして領土確定をおこなった大韓帝国勅令第四十一条の発せられた月（10月）である。「対馬島の日」は15世紀の応永の外寇において朝鮮が対馬遠征軍を派遣した日（6月19日）である。

### 学術界における活動
「独島」呼称の国際認知を目的とした韓国のキャンペーンは多方面で行われ、たとえば学術界においても、新規に発見された生物種の学名の名付けなどによって続行されている。竹島では多くの新種微生物が発見されているが、2005年頃より韓国系生物学者によって、新規学名に「独島」が含まれるようになっている。新属としては、Dokdonia donghaensis (Yoon et al. 2005) ほか6種、新種としては、Maribacter dokdonensis (Yoon et al. 2005) ほか11種の「独島」を含む学名が提唱された。

### 「独島博物館」のレリーフ
韓国政府によって鬱陵島に建設されている「独島博物館」の八道総図のレリーフが、本来の地図とは逆に、于山島の位置が鬱陵島の東（竹島の位置）に移動してあり、于山島を竹島とする韓国の主張に合うように捏造されていることが下條正男によって指摘され、「博物館という公的機関による虚偽展示の影響は計り知れない」と批判していた。このレリーフは竹島が韓国領だと視覚的に示すために作られた同館のシンボルであったが、2007年の産経新聞の取材に対して、同館研究員は、位置が違う理由について「来館者がより見やすいように」と説明する一方、「日本の研究者からクレームが多く、紛争の火種になるので近く撤去する予定だ。年内には別の展示に取り換える」と同館は誤りを認めたうえで、撤去予定である旨を答えた。しかし2011年、水島総が「独島博物館」を訪問したところ、このレリーフがいまだ掲示されていることが伝えられた。

### 国紙幣の地図表記
韓国銀行は2007年に新しい高額紙幣100,000ウォンの図案を発表。表に大韓民国臨時政府主席の金九の肖像、裏面に韓国国宝の古地図『大東輿地図』をあしらったが、原図にない独島を記入したため、韓国国内で「文化財の改竄」と批判があった。この紙幣は2009年1月に発行中止になったが、中止の理由は、当時の高額紙幣の10倍の額面であること、金九が南北統一政府の樹立を主張していたことから、保守系の李明博政権が問題視し見送ったとの指摘があり、「文化財の改竄」が理由ではない。

### 「独島」切手の発行

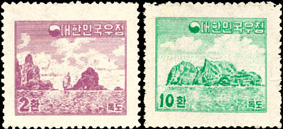
韓国が1954年に発行した竹島の切手

大韓民国郵政事業本部は、竹島を題材とする切手を1954年、2002年、2004年の3回発行し、「独島の実効支配」を喧伝する材料にしている。1954年の切手は普通切手で、当時日本の郵政省はこの切手を貼った韓国からの国際郵便物の受取拒否をしたといわれているが、実際には多くが日本で配達されたという指摘がある。
1954年9月15日、大韓民国は3種の竹島切手3000万枚を発行したが額面2ファン（圜）と5ファンの切手はそれぞれ500万枚、10ファンの切手は2000万枚が売れた。これに対して日本は、11月19日にこの切手を使った郵便物を取り扱わず、返送することを閣議決定し、11月29日には外務省を通じて在日韓国代表部に抗議の口上書を出した。こうした経緯から、外務省は、竹島切手を付した郵便物を受けないとしたが、万国郵便連合 (UPU) の規定の中にある「郵便物中継の自由保障」条項により、最終的には日本国内への配送を許容することにした。
2002年の切手はセットの一部であったため日本では認知されなかった。これは、『韓国訪問の年』の記念切手の一つとして発行したもので、図案に著名な観光地や民族舞踊なども含む20種にもおよぶ大セットであったため、日本では韓国切手収集家以外にはほとんど認知されていなかった。8月1日、「我が郷土特別切手シリーズ（내고향 특별우표 시리즈）」（全32種）の中の慶北編にも「独島切手」が含まれ、90万枚が発行された。その当時、日本政府は事態を把握しておらず、抗議はおこなわれなかった。
2004年1月16日、大韓民国は竹島切手4種224万枚を発行した。これは「独島の自然」と題されたもので、日本のマスコミでも大きく報道された。日本の川口順子外務大臣が事前に趙世衡駐日大韓民国大使を呼んでこれに抗議し、さらに尹永寛外交通商部長官（外務大臣に相当）に電話会談で発行中止を要請し、さらに、竹島の領有権を主張する日本の立場を明らかにし、韓国の切手発行が万国郵便連合憲章の精神に背くとして、UPUに回章の措置をとった。

### クリスマス・シール
大韓結核協会は、2006年のクリスマス・シールとして、「独島」（竹島）の自然を描いた「アイラブ独島（아이러브 독도）」を発行した。

## 日本社会における情勢

### 領土教育
2014年1月改定の教員向けの学習指導要領解説書で竹島に関する記述が盛り込まれ、2018年3月告示の学習指導要領では、高校教育では「地理総合」、「歴史総合」、「公共」の3科目において竹島を扱うこととした。

### 資料のデータベース化
日本政府は竹島の領有権を裏付ける過去の行政文書や地元新聞記事などの歴史資料をデータベース化してインターネットで公開するとともに、領土に関する論文を英訳して発信することとしている。郷土史などの歴史資料を集めて電子化したうえで編さんし、英語訳も付けるなどの広報活動を行うとともに、資料を学校教育にも役立てるとともに教員向けに特別の研修を実施する方針である。
2015年、日本政府は前年度から民間に委託して1,500点あまりの資料を調査し、実効支配してきたことを示す資料をまとめた報告書を、内閣官房領土・主権対策企画調整室のホームページで公表した。
新藤義孝衆議院議員は「日本の領土を主張する資料は、国がきちんと管理する体制を整えるべきだ」と述べ、国が資料保存に積極的に関与する仕組みが必要だとの認識を示している。

### 島根県の活動
竹島を所属とする島根県は、2005年に「竹島の日」を定めたほか、竹島資料室を設け、2007年には Web竹島問題研究所 を開設した。2019年の竹島の日「国際司法裁判所による竹島問題の解決」と題する特別展示を行った。そのなかで島根県は、単独提訴によって、黙認を回避し、時効を止めること、日本が韓国の主張に同意していないことを国際社会に知らしめること、および日本の意思を韓国に知らしめることが可能であり、また、竹島問題は歴史問題ではなく、国際法上の解決が求められることを訴えることができることを指摘している。

### その他
日本の新左翼の中核派の影響下にあるとされる、東日本旅客鉄道（JR東日本）の労働組合の国鉄千葉動力車労働組合は、2008年の新学習指導要領の解説書で竹島を「日本固有の領土」と教えるよう求めると発表したことについて、「日本政府が、帝国主義的領土略奪と国益主義・排外主義の扇動で危機を突破しようとする許し難い攻撃である」と批判し、「日韓労働者連帯の立場から、怒りを込めて弾劾する。日本政府は解説書を撤回し、今後一切、独島強奪策動を中止せよ」と宣言した。
また、小沢一郎の国際担当秘書であった韓国人金淑賢は、自民党政府時代に日本が領有権を主張していたのは支持率低下を防ぐためだと述べた。
2021年8月、日韓近代史資料集が閉鎖された。

#### 在日韓国・朝鮮人の見解
在日韓国人2世で元東京大学教授の姜尚中は、2010年1月2日、韓国MBCの取材に「独島は韓国が実効支配してるじゃないか。だから日本は戦争をしない限り、独島を実効支配することは不可能です。日本が竹島だと主張しても、放っておいてかまいません。私達が我々の領土を実効支配しているからね」と述べ、また同年3月10日、韓国中央日報の取材を受けて、「日本から独島問題を巡る妄言が出てきても、韓国は実効的支配をしているため感情的に対応する必要はない」と韓国側に立った主張を行っている。
また、在日本朝鮮人総聯合会の関連団体である在日本朝鮮留学生同盟（留学同）は、日本の領有権主張について反対の声明を発している。

## ロシアと中国による竹島周辺海域での活動
- 2019年2月23日、中国人民解放軍空軍の軍用機1機が鬱陵島と竹島の両島の間の上空を初めて飛行し、韓国の防空識別圏に入ったとして韓国政府は抗議した[97]。
- 2019年7月23日、韓国軍合同参謀本部はロシア航空宇宙軍のA-50空中警戒管制機が竹島周辺海域で領空侵犯したとして18機の韓国軍の戦闘機F-15とF-16が出動して360発警告射撃したと明らかにした[98][99][100]。また、韓国軍合同参謀本部は中国軍機もロシア軍機と行動を共にするような飛行を行い韓国の防空識別圏内に入ったとしている[98]。日本の航空自衛隊も10機のF-15JとF-2でスクランブルを行って4カ国入り乱れ[101][102]、空自機は尖閣諸島上空を領空侵犯する90 km手前の中露機に針路変更を促した[103][104]。ロシア国防省と中華人民共和国国防部はロシア軍のTu-95MP爆撃機2機と中国軍のH-6K戦神爆撃機2機で共同警戒監視活動を行ったとして領空侵犯は否定した[105][106][107][108]。韓国政府はロシアと中国に抗議し[100][109]、日本政府は韓国とロシアに抗議した[110]。

## アメリカでの地図等の表記

### Google マップなどでの記述
Google の提供する Google マップにて竹島について日本語で「ウルルン郡」という記述があることに関し、自民党の佐藤正久参議院議員により質問主意書が提出され、政府は2012年3月17日、「閲覧者に対し竹島が韓国領であるかのような誤解を与えるもので、わが国の立場に照らし受け入れられない」とする答弁書を決定した。
また、Google マップにおいて、竹島が韓国領として表記されているとして、島根県が Google日本法人に対し、「閲覧者に対し、韓国領であるとの誤解を与える虞がある」として、表記を改めるよう、2012年6月15日付で要望書を提出している。
Appleが独自に提供する iOS 用の地図サービスでは、当初「独島」だけの表記だったが、日本からの抗議を受け「竹島」「独島」「リアンクール岩礁」の併記に変更された。

### Xbox Live
2007年秋の Xbox 360 アップデートにおいてユーザーのプロフィール機能が強化された。この際住所の項目には「独島」と入力することができるのに対して、「竹島」と入力すると登録できない。これが一部の利用者の反感を買い、Xbox 360 のボイコットが発生、問題になったため後日「竹島」も入力できるように変更された。

### オレゴン州自動車管理局朝鮮語版マニュアル
アメリカのオレゴン州自動車管理局のホームページ朝鮮語版における運転マニュアルに、翻訳者である韓国系アメリカ人が「独島は韓国の領土である」といった記述を数ページにわたって追加した。日本の外務省はオレゴン州政府に対し公式に抗議した。オレゴン州政府は遺憾の意を表明しこのような表現を認めたことはないと釈明、当局は直ちに閲覧中止にし、当該ファイルをウェブサイト上から削除した。翻訳者の韓国系アメリカ人は「韓国系の住民が見る物であるので問題はない」と話した。

## 年表

### 江戸時代
- 1618年（元和4年）：伯耆国米子の町人大谷甚吉、村川市兵衛らが、幕府から許可を得て“竹島”（現在の鬱陵島）に渡航。
- 1692年（元禄5年）：“竹島”（現在の鬱陵島）に出漁した大谷・村川の一行が朝鮮人と遭遇。翌年にも遭遇し、安龍福と朴於屯の2名を米子に連行したのを契機に、日本と朝鮮との間に紛争が発生（竹島一件）。
- 1696年（元禄9年）：江戸幕府が“竹島”（現在の鬱陵島）への渡航を禁止。朝鮮の漁民安龍福が、鬱陵島ならびに于山島（韓国では于山島を独島と解釈している）は朝鮮領であると訴えるため、伯耆国へやって来た。
- 1849年（嘉永2年）：フランスの捕鯨船 Liancourt 号が竹島（現在の竹島）を発見し、リアンクール島と名付けた（以後、日本では、りゃんこ島、リアンクール岩、リアンコールト列岩とも呼ばれる）。

### 明治以降
- 1877年（明治10年）3月29日：「元禄五年朝鮮人入嶋以来旧政府該国ト往復之末遂ニ本邦関係無」という理由をもとに「竹島外一嶋之義本邦関係無之義ト可相心得事」とする太政官の指令が内務省に伝達された。（竹島外一島を参照）
- 1900年（明治33年）10月25日：大韓帝国勅令41号で鬱陵島を江原道鬱島郡に昇格、同時に竹島石島（韓国では石島を独島と解釈している）を管轄範囲とした。
- 明治時代　隠岐五箇村久見在住の橋岡友次郎、池田吉太郎他、地元の有志が、竹島に出漁しアシカや海産物を採取していた[118]。
- 1904年（明治37年）
  - 2月6日：日露戦争が勃発。
  - 2月23日：日韓議定書が締結される。
  - 8月23日：第一次日韓協約が締結される。
  - 9月29日：島根県の中井養三郎が、内務省・外務省・農商務省に「りゃんこ島領土編入並に貸下願」を提出。
- 1905年（明治38年）
  - 1月28日：日本政府が閣議で竹島と命名し、島根県隠岐島司の所管とした。
  - 2月15日：内務省訓第87号により閣議決定の内容について管内に告示するよう指示。
  - 2月22日：島根県告示第40号により閣議決定の内容を告示。
  - 5月3日：島根県が現地で面積などの調査を実施。
  - 5月17日：島根県が現地での調査結果に基づき総反別23町3反3畝歩と官有地台帳に登録し官有地に編入。
  - 5月27日 - 5月28日：日露間で日本海海戦が行われた。
  - 11月17日：第二次日韓協約が締結（事実上、韓国が日本の保護国となった）。
- 1906年（明治39年）
  - 3月28日：島根県関係者が欝島郡守の沈興澤（朝鮮語版）に日本の竹島領有を伝える。翌日、沈興澤は江原道観察使署理春川郡守の李明来に、独島が日本領になったと報告。
  - 4月29日：李明来、議政府賛政大臣の朴斉純に日本の独島領有の件について注進。朴斉純は5月20日付の指令第三号で「独島便地之説은 令属無根하니（独島が便宜を図ったかの地の説は、令（指令や勅令）によって属した根拠はない」とした上で、「該島の形便と日本人の行動」について調査報告を命じる。
  - 4月30日：中井養三郎を代表とする竹島漁猟合資会社の設立許可申請（同年7月2日許可）。
  - 7月13日：韓国の『皇城新聞（朝鮮語版）』[119]で、欝島郡の管轄範囲について統監府に対し「東西が六十里（約24 km）、南北が四十里（約16 km）。合わせて（周囲）二百余里（約80 km）」と回答する記事が掲載される。
- 1910年（明治43年）8月22日：韓国併合ニ関スル条約に基づき、日本が大韓帝国を併合（韓国併合）。
- 1914年（大正3年）：鬱陵島が江原道から慶尚北道へと移管。

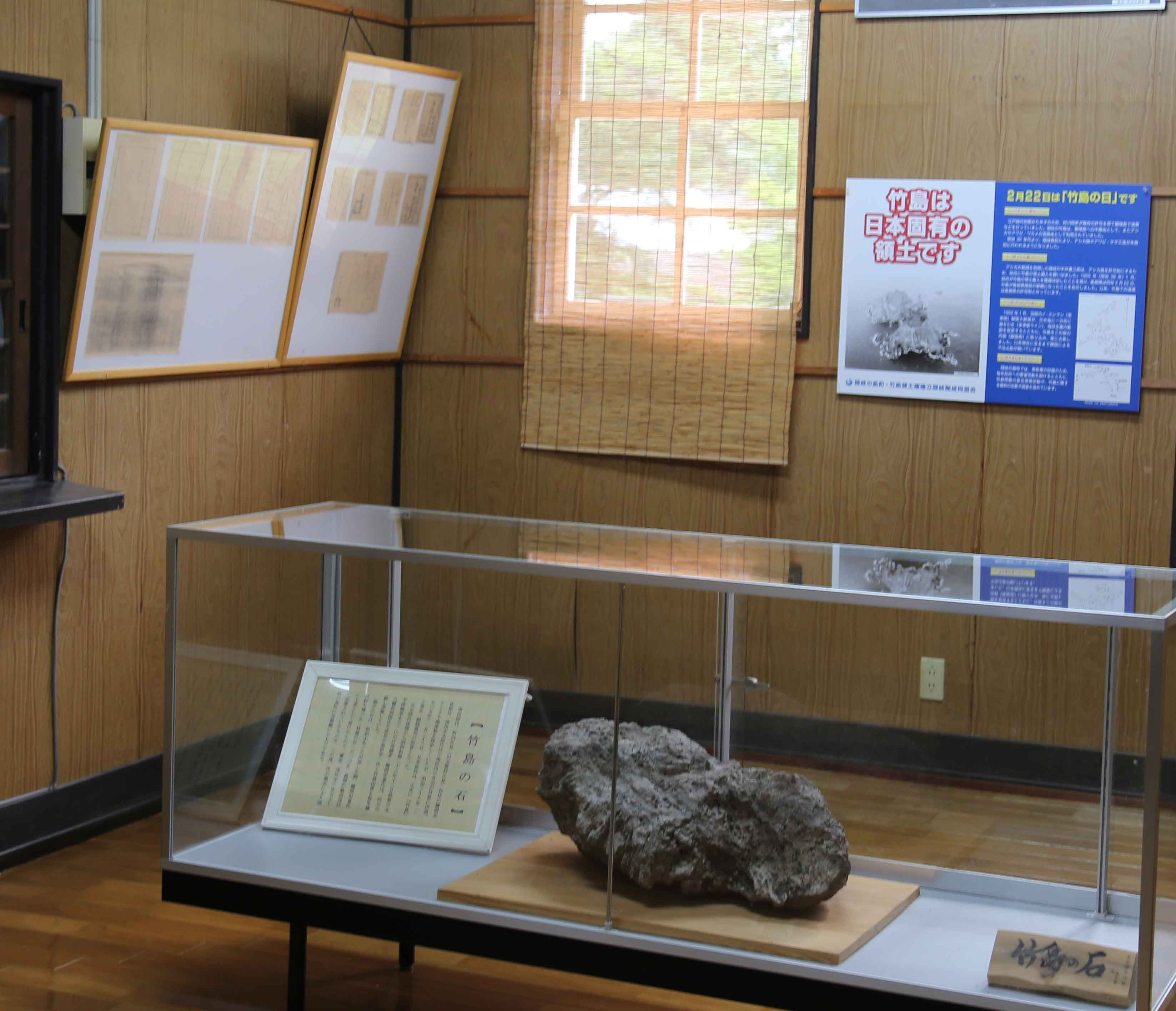
隠岐郷土館（島根県隠岐の島町）にある竹島の石

- 大正時代：隠岐五箇村久見在住の橋岡友次郎の後継者である橋岡忠重は、伯父の八幡長四郎、従兄の池田幸一と竹島出漁を毎年繰り返している[118]。
- 1935年（昭和10年）：隠岐五箇村の橋岡忠重が竹島の石を持ち帰り、義甥の脇田茂氏に贈る[118]。
- 1939年（昭和14年）4月24日：行政区画につき五箇村会が竹島を同村へ編入することを決議。
- 1940年（昭和15年）8月17日：海軍用地として、竹島が島根県から海軍省（舞鶴鎮守府）へと移管。

### ポツダム宣言受諾後
- 1945年（昭和20年）
  - 9月2日：日本政府代表・軍代表がポツダム宣言を受諾して、降伏文書に調印。
  - 11月1日：海軍省廃止により、竹島が大蔵省へと移管[疑問点 – ノート]。
- 1946年（昭和21年）
  - 1月29日：SCAPIN-677により、竹島に対する日本政府の施政権が暫定的に停止された[120]。
  - 6月22日：SCAPIN-1033によりマッカーサー・ラインが制定され、竹島周辺海域での漁業活動に制限が加えられた[120]。以後、竹島から13海里以内への立ち入りは原則として禁じられる。
- 1947年（昭和22年）
  - 6月：外務省は『Minor Islands Adjacent Japan Proper』という小冊子を作成し竹島を日本の固有領土と明記する。
  - 8月20日：朝鮮山岳会[注 8]が竹島を調査（8月16日 - 8月28日）[122]。
  - 9月16日：SCAPIN-1778 が発令、竹島を爆撃訓練場とし、日本の隠岐および本州西部沿岸住民への事前通知を条件とする。
- 1948年（昭和23年）
  - 6月8日：米極東空軍の B-29が竹島を爆撃および機銃掃射し、韓国漁民の死者・行方不明者は14人、負傷者10人。
  - 8月5日：南朝鮮の「憂国老人会（朝鮮語版）」がマッカーサーに対し「独島（トクソム）、波浪島、鬱陵島、対馬」が韓国領との請願書を送付[123]。
  - 8月15日：李承晩、大韓民国建国を宣言し初代大統領に就任。
- 1949年（昭和24年）
  - 11月19日：シーボルト駐日政治顧問代理は、国務長官宛てに「竹島に対する日本の領土主張は古く正当と思われる」と提言。
  - 12月29日：竹島を日本の領土として明記したサンフランシスコ平和条約の草案が作られる。
- 1950年（昭和25年）
  - 6月8日：韓国は竹島で「遭難漁民慰霊碑」を除幕。
  - 6月25日：朝鮮戦争勃発。
- 1951年（昭和26年）
  - 4月5日：英国のサンフランシスコ条約草案が日本が放棄する領土を緯度、経度で記載。竹島は放棄する領土に位置していた。
  - 6月14日:サンフランシスコ条約草案で、日本の放棄すべき島から竹島が除外される。（日本の保有領土の項は無くなる）
  - 7月6日：SCAPIN-2160 が発令、これに伴い SCAPIN-1778 は廃止され、引き続き竹島を爆撃訓練場とし、隠岐および本州西部沿岸住民への事前通知を条件とする。
  - 7月10日：開城で休戦会談が開始。
  - 7月19日：梁裕燦韓国大使がダレス国務長官顧問と会談し、対馬への領有権主張の取り下げを確認し、同時に「独島」「パラン島」の領有、マッカーサー・ラインの存続を求めた書簡を提出。
  - 8月3日：国務省にて「独島」「パラン島」が確認できないとの認識（ボッグスメモ）。
  - 8月10日：ディーン・ラスク国務次官補から韓国大使に宛てた「ラスク書簡」で、「「独島」が朝鮮の領土であったことも主張されたこともなく、「パラン島」は取り下げられたとみなす。」また、マッカーサー・ラインも存続しないと回答[124]。
  - 9月9日：サンフランシスコ平和条約に49カ国が署名、竹島は放棄すべき領土に明記されず。

### サンフランシスコ平和条約署名後
- 1951年
  - 9月21日：韓国の卞栄泰外務長官はムチオ米国大使宛の書簡で、SCAPIN-677 などを根拠として竹島の領有権を主張。
  - 11月14日：新聞記者などを乗せて11月13日に境港を出航した鳥取県立境高等学校水産科の練習船「朝凪丸（112トン）」の一行が14日午前に竹島へ上陸[125]。
- 1952年（昭和27年）
  - 1月18日：韓国政府が李承晩ラインを宣言し、マッカーサー・ラインに続いて竹島を自国側の海域に入れる。日本政府は、韓国政府が竹島に「領土権を主張しているように見えるが」認めないと口上書により抗議[126]。
  - 2月12日：韓国政府は、SCAPIN-677 およびマッカーサー・ラインにより竹島が韓国領であることが確認できると反論（竹島に関する日韓政府の初の応酬）。
  - 4月25日：マッカーサー・ラインが失効、韓国は李承晩ラインを引き続き主張。日本政府は、韓国政府に再反論[注 9]。
  - 4月28日：サンフランシスコ平和条約が発効。
  - 5月20日：島根県住民は米軍の竹島爆撃訓練の中止を求める請願書を提出。
  - 7月26日：日米合同委員会は竹島を米軍の海上演習場として指定[127]。
  - 9月17日 - 9月28日：韓国山岳会（朝鮮語版）が鬱陵島・独島学術調査団を派遣[122]。
  - 12月4日：韓国による米軍の竹島爆撃訓練への抗議に対し、米政府は「我々のこの島への領有認識はラスク書簡の通りである。」と回答。
- 1953年（昭和28年）
  - 1月12日：韓国政府が李承晩ライン内に出漁した日本漁船の徹底拿捕を指示。
  - 2月4日：済州島付近で日本漁船の漁労長が韓国軍の銃撃を受け死亡。（第一大邦丸事件）
  - 2月27日：韓国国防部は、「アメリカは竹島の領有権が韓国にあることを認めた。」と発表[128]。
  - 3月：日米合同委員会は竹島を爆撃訓練場の範囲から外すことを決定。
  - 4月20日：韓国の独島義勇守備隊が、初めて竹島に駐屯。
  - 6月27日：日本国海上保安庁と島根県の約30名が竹島調査を実施、「日本島根県隠岐郡五箇村」の領土標識を建てる。竹島に住み着いていた韓国の漁民6名を退去させた。
  - 7月12日：竹島に上陸していた韓国の独島守備隊が日本の海上保安庁巡視船「へくら」に発砲。以後、韓国は竹島の武装化を進め、日本の艦船の接近を認めていない。日本政府はこの韓国による竹島を武装化する動きに抗議しているが、韓国側は「内政干渉」として退けている。
  - 7月13日：日本政府は発砲事件に抗議、島からの即時退去と領有権主張の国際法的根拠の照会を要求。韓国に対し「竹島に関する日本政府の見解」文書を送付（第1回見解往復・往）。
  - 7月27日：朝鮮戦争の休戦協定が締結される。
  - 9月9日：韓国政府は、日本政府の照会に対し『于山島』『沈興澤報告書』等の古文献を提示して反論（第1回見解往復・復）。
  - 10月11日 - 10月17日：韓国山岳会が鬱陵島・独島学術調査団を派遣[122]。
- 1954年（昭和29年）
  - 2月10日：日本政府は、韓国側が提示した根拠に反論する口上書を提出（第2回見解往復・往）。
  - 5月3日:隠岐島五箇村久見漁業協同組合の日本人組合員が竹島で漁労。これが日本人が竹島で漁労した最後の例となっている。
  - 8月15日：朝鮮戦争に出征したジェームズ・ヴァン・フリートが大統領特命大使として使節団を率いて極東各国を歴訪し、ヴァン・フリート特命報告書を作成。ヴァン・フリートは「米国は、竹島を日本領であると考えているが、竹島問題は国際司法裁判所を通じて解決されることが望ましい」というアメリカ合衆国の意向を、非公式に韓国に伝達したなどのことを大統領に報告した。
  - 9月20日：韓国が竹島を図柄にした切手を発行、日本国外務省は抗議。
  - 9月25日：韓国政府、日本の2月の口上書に反論（第2回見解往復・復）。日本政府は領有問題を国際司法裁判所に付託することを韓国側に提案。
  - 10月28日：日本のICJ付託を韓国が拒否。
  - 11月21日：韓国軍が竹島の西島、北西3マイルの地点を航行中の日本の海上保安庁巡視船「おき」と「へくら」に対し、午前6時58分から午前7時にかけて5発の砲撃を加える[129][130]。
  - 11月30日：砲撃事件に対し、日本の外務省が抗議[129][130]。
- 1956年（昭和31年）
  - 4月：韓国警察、鬱陵警察署警官8名が島に常駐。
  - 9月20日：日本政府、「竹島に関する1954年9月25日付大韓民国政府の見解に対する日本国政府の見解」に反論の文書を送付（第3回見解往復・往）。
  - 12月25日：独島義勇守備隊解散。
- 1959年（昭和34年）1月7日：韓国政府は、日本側の反論に再反論（第3回見解往復・復）。
- 1960年（昭和35年）4月27日：当時の駐日米国大使ダグラス・マッカーサー2世より、米国国務省に李承晩体制が終わるタイミングで「竹島を日本に返還させるよう圧力を加えるべき」との電報による提言が行われる（機密電文3470号を参照）。
- 1961年（昭和36年）12月26日：日本国外務省は在日韓国代表部に対し抗議の口上書を送り、韓国政府に抗議。翌27日に韓国が反駁する[131][132]。
- 1962年（昭和37年）
  - 3月12日：東京で行われた日韓外相会談において、小坂善太郎外務大臣が崔徳新外務部長官に対し、竹島領有権問題を国際司法裁判所に付託することを再び提案、韓国側は拒否。
  - 7月13日：日本政府は、韓国側の反論に再反論（第4回見解往復・往）。
- 1964年（昭和39年）：鬱陵島に安龍福を顕彰する「安龍福将軍忠魂碑」が建立される[133]。
- 1965年（昭和40年）
  - 6月22日：日韓基本条約が調印され、日韓漁業協定により李承晩ラインが廃止される。同時に日韓紛争解決交換公文が取り交わされたが竹島の明記は見送られ、韓国は竹島の領有問題は紛争処理事項でないとの立場を取り、交渉に応じない方針を立てる。
  - 12月17日：「大韓民国駐日代表部1965年12月17日付口上書」（第4回見解往復・復）。

### 日韓国交正常化後
- 1975年：竹島近海での最後のニホンアシカ確認。
- 1976年8月18日：東亜日報が、アシカの生殖器が韓国で人気の精力剤の材料だったため、竹島のアシカが乱獲によって絶滅の危機に瀕していることを報道[29]。
- 1977年（昭和52年）2月5日：福田赳夫首相が「竹島は一点疑う余地のない日本固有の領土」と発言。
- 1978年（昭和53年）10月13日：衆議院外務委員会で園田直国務大臣が韓国の竹島支配は「不法占拠」であるとの認識を示す[38]。
- 1982年（昭和57年）11月16日：韓国、竹島を天然保護区域に指定（独島天然保護区域）。
- 1996年（平成8年）5月17日：衆議院外務委員会において、加藤良三外務省アジア局長が、竹島について事実上韓国の占有状態にあるものの、実効的支配については「平穏な占有」という要件があり、関係国である日本から継続的あるいは適時に抗議や申し入れがなされている、すなわち時効の中断に相当するものがなされているという状況下では、必ずしも実効的支配が確立されているとは言い難いという認識を示す[38]。
- 1997年（平成9年）11月：韓国、500トン級船舶が利用できる接岸施設設置。日本政府は抗議。
- 1998年（平成10年）12月：韓国、有人灯台設置。日本政府は抗議。
- 2004年（平成16年）
  - 1月：韓国、竹島を図柄にした切手を発行。日本政府は抗議。
  - 2月17日：日本郵政公社、竹島の写真付き切手の発行を拒否。
  - 3月1日：「我が国最東端の領土」と韓国側がテレビ中継を実施。
  - 日本の領土を守るため行動する議員連盟結成。
  - 11月：悪臭をともなう汚泥が毎日、日本海に投棄される[134]
- 2005年（平成17年）
  - 3月16日：島根県議会が2月22日を竹島の日とする条例を可決。2月22日は1905年に県が竹島の帰属を告示した日にあたる[135]。島根県と慶尚北道とは姉妹都市関係であったが、日本が竹島の日を制定すると関係を撤回した。
  - 3月28日：韓国政府が、一般観光客の観光を解禁。
  - 5月：韓国の創価学会インタナショナルが開いた集会で竹島の領有権主張や歴史教科書問題、日本軍国主義批判を取り上げたことを、週刊新潮が「反日集会」と報道する[136]。
  - 6月9日：慶尚北道議会（朝鮮語版）が島根県に対抗して10月を独島の月とし、日本との交流を制限する条例を制定。
  - 8月13日：韓国、独島表記の世界地図を初めて制作する[137]。
- 2006年（平成18年）
  - 4月6日：ヨルリン・ウリ党の金元雄（キム・ウォヌン）議員が韓国のFMラジオ局平和放送で対馬を国際法上の領土紛争にすることで独島を守る戦略を述べ、次の国会で公式に提案すると話した[138]。
- 2008年（平成20年）
  - 2月：日本外務省は「竹島問題を理解するための10のポイント」という広報をサイトに掲載[139]。
  - 7月17日：ソウルの日本大使館前で40人あまりの韓国人が、日本の新学習指導要領の解説書に竹島が明記されたことに抗議して、日本の国鳥であるキジ9羽の首を切り落とし、その血を福田康夫内閣総理大臣や歴代首相の写真、日章旗に塗りたくるなどの猟奇的行動におよんだ[140]。なかには殺したキジの内臓を食すという過激な者もいたという[140]。
  - 8月8日：韓国外交通商部が「独島に対する基本的な立場」をホームページに掲載[141]。
  - 10月22日：北東アジア歴史財団独島研究所を VANKの支援主体に。李明博大統領は VANKへの予算支援を続けると発表[142]。
- 2009年（平成21年）
  - 3月13日：サイバー独島士官学校が VANK と慶尚北道によって酒造会社 JINRO 等の支援で設立。
  - 6月26日：独島領有権守護や海洋資源調査活動を行うための177トンの「独島平和」就航[143]。
- 2010年（平成22年）
  - 3月26日：衆議院外務委員会で、自民党新藤義孝議員が竹島問題に対して政府に質疑。岡田克也外務大臣は「類似の機会にわたって説明している」「個別案件については答えられない」との政府答弁書を受け取る[144]。
  - 4月14日：衆議院外務委員会にて、新藤義孝議員が再質疑。「竹島は日本固有の領土」と記述した日本の小学校の歴史教科書が検定に合格したことに対し、韓国外交通商省大臣が在韓日本大使を呼び出し抗議されたことと、李明博大韓民国大統領や国会議員・議長も「竹島の実効支配を強化しなければならない」、と発言したことにも触れた。
  - 4月22日：衆議院本会議において、新藤義孝議員が鳩山由紀夫総理（当時）に対し、竹島問題に対する対応について答弁を求める[145]。
  - 7月7日：重家俊範駐韓日本大使に左派系団体に所属する男がコンクリート片を投げる事件が発生[146]。
- 2011年（平成23年）
  - 2月27日：韓国を訪問した土肥隆一民主党党倫理委員長が、金泳鎮韓国国会議員との共同記者会見で日本が竹島の領有権を放棄する「日韓共同宣言」に署名を行った。この署名に対する批判に対して、土肥は「共同宣言は外交交渉上有効になるようなものではない」と述べ、共同宣言の撤回は行わなかった[147]。
  - 6月16日、大韓航空が新型機を投入する際に、同社会長、マスコミ、省庁長官等を搭乗させ、竹島上空でデモ飛行を実施。日本の外務省は「領土侵犯に当たる」として、全職員が公務での大韓航空機の利用を同年7月18日から1か月間、自粛することを決定し発表した[148][149]。韓国は撤回を要求したが[150]、自粛は予定通り実施された[151]。
  - 7月11日：韓国の国会議員が竹島に上陸し（直近3か月間で4人目）、駐屯警備隊を激励。報道でヘリコプター着陸地増築の様子が伝えられた[152][153]。
  - 7月27日：日本の国会議員が鬱陵島訪問を計画していることに対して、李明博大統領は「日本議員が入国する場合、身辺の安全上の憂慮がある」と日本政府に通知し協議するよう韓国外交通商部に指示した[154]。
  - 7月31日：日本の自民党議員と大学教授が竹島調査のため鬱陵島訪問を計画して韓国に入国しようとしたが、韓国は空港で入国拒否を行った[155]。これはきわめて異例で初めてのこととされる[155]。李明博政権閣僚でハンナラ党首脳の李在五（朝鮮語版）特任相（無任所相）は「自民議員の鬱陵島訪問は主権侵害」「おれが独島を守る」と発言[155]。枝野幸男官房長官は、合法的な入国で「極めて遺憾」と批判、在韓日本大使館から韓国に抗議するとした[156]。
- 2012年（平成24年）
  - 8月10日：李明博大統領が韓国の現職大統領としては初めて、竹島を上陸した[24][注 10]。さらに会見を開いて天皇の「訪韓」と「謝罪」に言及した[24]。日本側は対抗措置として武藤正敏駐韓大使（当時）を一時帰国させ、竹島領有権について国際司法裁判所（ICJ）への共同提訴を提案したが韓国側は拒否した[157]。英国メディアのテレグラフは、これを「韓国大統領、日本の島訪問（South Korean leader visits Japanese islands)」として報じた。なお、李明博回顧録では2012年8月の竹島上陸について大統領就任前から上陸の意思を持っていたと記している[158]。
  - 10月23日：韓国国会の国防委員会に所属する議員ら15人が竹島に上陸した[159]。
  - 11月：島根県議会（定例会）に「竹島の領有権に係る国際司法裁判所への単独提訴を求める意見書」（提出者は中島謙二、吉田政司、珍部芳裕、白石恵子、島田三郎、三島治、森山健一、佐々木雄三、細田重雄、小沢秀多、絲原徳康）が提出され、同年12月15日に原案が可決された[160]。
- 2013年（平成25年）
  - 2月：朴槿恵が韓国大統領に就任して「加害者と被害者という立場は、千年過ぎても変わらない」と演説。中国の習近平と共同歩調をとってに、領土問題を安倍晋三政権の「歴史認識」問題と直結させる考えを国際社会に向けて強くアピールした[24]。
  - 5月21日：久保井規夫、黒田伊彦、坂本悠一、一戸彰晃の4人が韓国釜山市で記者会見し、「独島は歴史的に韓国の領土」と述べた[161]。元小学校教員の久保井は日本の古地図などの史資料を提示して、「1775年に制作された古地図には、鬱陵島（ウルルンド）と独島を日本領と表示していたが、幕府側が1779年の改訂版でそれを正し、韓国領と表記した」と主張した[161]。
  - 5月23日：久保井規夫、黒田伊彦、一戸彰晃が竹島に上陸し、「独島は韓国領」と書かれたＴシャツを着て、朝鮮語で「独島は韓国のものだ」と宣言した[162]。この3人は市民団体『竹島の日』を考え直す会のメンバーであり、久保井は「独島が韓国領であることを確信して来た。この確信を日本国民にも伝えたい」旨のコメントを述べた。一戸は青森県の曹洞宗寺院、雲祥寺の住職であり、2012年9月16日の東国寺における石碑建立を主導した「東国寺を支援する会」の代表者である[注 11]。当初は4人の上陸を予定していたが、坂本悠一のみは「独島は韓国領」と書いたＴシャツの着用を拒否したため、韓国の警察当局によってフェリーから降ろされたという。
- 2014年（平成26年）
  - 1月28日：下村博文文部科学大臣、教科書作成や教員による指導の指針となる中学校と高校の学習指導要領解説書を改定、中学校の社会科、高校の地理歴史と公民に、竹島を尖閣諸島とともに「固有の領土」と明記した上で、竹島は韓国に不法占拠されているとの政府見解に沿った内容を追加したことを正式に発表[164]。
  - 1月29日：金寛容（朝鮮語版）韓国慶尚北道知事がヘリコプターで竹島に上陸し、前日に発表された日本の学習指導要領解説書記載内容に抗議する声明を発表[165]。
  - 8月：韓国外務省が日本の防衛白書を批判する報道官声明を発表[166]。
- 2015年（平成27年）
  - 1月：在韓国日本大使館は竹島を日本領と記載した2014年版防衛白書の朝鮮語翻訳版50部を韓国国防省に対して引き渡したが、韓国国防省は日本大使館の駐在武官を呼んで抗議しすべて日本側に返却された[167]。
  - 1月：韓国の国立海洋調査院が竹島北側海域の暗礁に「カンチ（アシカ）礁」という名称を付ける[168]。
  - 2月22日：韓国の日本大使館前で日本の竹島領有権主張に抗議する市民団体のメンバーが集合、本籍地を「独島」に移した人々でつくる「独島郷友会」のメンバーで50歳代の男が排泄物を詰めたプラスチック容器を大使館に投げつける事件が起こる[169]。
  - 4月：2015年版外交青書で韓国について「自由、民主主義、基本的人権などの基本的な価値と、地域の平和と安定の確保などの利益を共有している」との14年版にあった表現を削除[170]。単に「最も重要な隣国」と表現するにとどめた[24]。竹島については「日韓間には領有権をめぐる問題があるが，歴史的にも国際法上も明らかに日本固有の領土」と明記した[24]。
  - 4月：日本の2015年の中学校教科書検定で竹島を「固有の領土」として教科書で扱うよう求めた国の指針を受けて初めて社会科の全教科書（20点）に竹島問題が記述された[171]。
- 2016年（平成28年）
  - 8月15日：国会議員10人による国会独島訪問団（団長：羅卿瑗）がヘリコプターで上陸した[172]。
- 2018年（平成30年）
  - 5月23日：沈載権外交統一委員会委員長が上陸[173]。
  - 10月22日：韓国国会の教育委員会に所属する李燦烈ら与野党議員13人が上陸[174]。
- 2019年（令和元年）
  - 7月10日 - 李栄薫が『反日種族主義』を韓国で出版。同書のなかで「独島が韓国の領土であるとの証拠は何もない」との意見を提示[175][注 12]。
  - 8月25日-26日：韓国軍が竹島で「東海領土守護訓練」を実施。陸軍特殊戦司令部の兵力やイージス艦世宗大王を投入するなど大規模なものとなった[176]。菅官房長官は「我が国の事前の抗議、中止の申し入れにもかかわらず、軍事訓練が開始されたことは、竹島が我が国固有の領土であることに照らしても受け入れられない」と非難[177]。また、アメリカ国務省は日本のFNNの取材に対して「日本と韓国の最近（日韓秘密軍事情報保護協定破棄）の対立を考えると、タイミング、メッセージ、規模の拡大は、問題を解決するのに生産的ではない」とコメント[178]。
  - 8月31日 - 韓国の国会議員で共に民主党所属の薛勲、禹元植、李龍得（朝鮮語版）、および朴賛大（朝鮮語版）、ならびに無所属の孫今柱（朝鮮語版）、および李勇周（朝鮮語版）で構成された訪問団が、金浦空港から警察庁のヘリコプターに乗って島を訪問。「安倍政権が、韓国をホワイト国（キャッチオール規制の優遇対象国）から除外した」ことなどに抗議を行った[179]。
  - 8月31日 - 衆議院議員の丸山穂高がツイッターで「政府もまたまた遺憾砲と。竹島も本当に交渉で返ってくるんですかね? 戦争で取り返すしかないんじゃないですか? 朝鮮半島有事時を含め、『我が国固有の領土』において自衛隊が出動し、不法占拠者を追い出すことを含めたあらゆる選択肢を排除すべきではないのでは?」と発言[180]。
  - 9月15日 - KBS（韓国放送公社）は、タンザニア中央銀行が竹島をモチーフにした記念コイン（額面3000タンザニア・シリング）を製作したと報道。同月17日、菅義偉官房長官が韓国側の報道内容を否定する会見を行った[181]。タンザニア政府もタンザニア銀行もこれを否定している。
- 2020年（令和2年）
  - 1月 - 1881年発行のドイツ製地図に竹島が日本領として記載されていることを、島根大学の舩杉力修准教授（歴史地理学）が確認[182]。
  - 9月 - 台風９号、１０号により手すりが壊れ石碑が飛ばされる被害が発生し復旧まで観光を一時停止することとした[183]。
- 2022年（令和4年）
  - 1月 - 文在寅大統領は旧正月に向けて各国の関係者に記念ギフトを贈呈しているが、2022年版のギフトの箱は独島の絵が大書されていたものであった。この箱を贈られた相星孝一 駐韓大使が即座に受け取りを拒否したほか、韓国に駐在する報道機関の特派員の一部も受け取りを拒否した[184]。

## 竹島に上陸した著名人
- 李明博
- 金炯旿[185]
- 朴振[185]
- 韓昇洙
- 孟亨奎
- イ・スンチョル
- ソン・イルグク
- 古谷経衡